# Liste der geschützten Landschaftsbestandteile in Wilhelmshaven
In der kreisfreien Stadt Wilhelmshaven gibt es diese ausgewiesenen geschützten Landschaftsbestandteile. 
| Baumschutzsatzung Stadt Wilhelmshaven                 | BW | GLB WHV 00001 |  | ⊙ |  | 15. Jan. 1986 |
| Ehemaliges Pulverhofgelände am Fort Mariensiel        | BW | GLB WHV 00074 |  | ⊙ |  | 4. Dez. 1987  |
| Ehemalige Sandentnahme südlich Neuer Breddewarder Weg |    | GLB WHV 00075 |  | ⊙ |  | 4. Dez. 1987  |
| Deichzug Kirchreihe                                   | BW | GLB WHV 00076 |  | ⊙ |  | 17. Okt. 1988 |
| Schaardeich                                           | BW | GLB WHV 00078 |  | ⊙ |  | 16. Juli 1997 |
| Lautsallee                                            | BW | GLB WHV 00079 |  | ⊙ |  | 16. Juli 1997 |
| Fort-Schaar-Graben                                    | BW | GLB WHV 00081 |  | ⊙ |  | 16. Dez. 1998 |
| Fläche südwestlich des Rüstringer Bergs               | BW | GLB WHV 00082 |  | ⊙ |  | 18. Juni 2002 |
| Allee im Heppenser Groden                             | BW | GLB WHV 00083 |  | ⊙ |  | 18. Sep. 2002 |
| Legende für Geschützter Landschaftsbestandteil        |    |               |  |   |  |               |